# Exogenesis: Symphony
«Exogenesis: Symphony», también conocida como «Exogenesis», es una sinfonía de la banda de rock alternativo Muse, lanzada como single en 2010. La pieza se compone de tres movimientos, «Overture», «Cross-pollination» y «Redemption», y sirve como cierre de su quinto álbum de estudio, The Resistance. 
La primera parte de la sinfonía fue utilizada por el anuncio de Dior Homme, «A Rendezvous», dirigido por Guy Ritchie y protagonizado por Jude Law y Michaela Kocianova. El patinador americano Jeremy Abbott utilizó la tercera parte para su actuación en el campeonato mundial de 2011-2012.

## Composición
«Exogenesis: Symphony» fue compuesta por Matt Bellamy de forma esporádica a lo largo de varios años. Esto se debe a que la banda no acababa de encontrar el momento idóneo para incluir una composición de este estilo dentro de un álbum. Por otro lado, Bellamy explicó que había estado componiendo y arreglando toda la sinfonía por sí mismo, pues no quería depender de compositores de cuerdas externos, los cuales "suelen hacer las piezas suyas". Entre sus principales inspiraciones, cita la música de Sergéi Rajmáninov, Richard Strauss, Frédéric Chopin y Pink Floyd. La sinfonía cuenta con la participación de la orquesta Edodea Ensemble, dirigida por la arreglista inglesa Audrey Riley.
La composición observa el concepto de la panspermia. Al igual que muchas canciones de Muse, la letra trata sobre el fin de la humanidad. En esta ocasión, se observa a la humanidad poniendo sus esperanzas en un grupo de astronautas que irán a explorar el espacio y propagar la especie humana en otro planeta.
Wolstenholme declaró: “Siempre puedes simplemente quitar la banda de esa pista y quedarte solo con la parte orquestal, seguiría siendo hermosa. Simplemente creo que es una pieza de música impresionante y nunca hemos hecho algo así antes, donde tienes todas estas canciones en diferentes movimientos. La orquesta era la parte principal de la canción y la banda era más como un telón de fondo. Las cuerdas estaban en primer plano. Es jodidamente asombroso.” Por su parte, Howard explicó que “es realmente un viaje. Realmente no puedes escuchar lo que Matt está cantando en la primera parte, pero toda la canción trata sobre dejar atrás el planeta destructivo que hemos creado, dejarlo atrás para ir a poblar otro lugar en el universo. Así que de todos modos es un gran viaje, también es un gran tipo de viaje cinematográfico, visual también.”

### Parte 1: Overture
El primer movimiento, «Overture», es una aceptación resignada de que la humanidad está llegando a su fin y una contemplación del significado de la existencia.

Who are we?
Where are we?
When are we?
Why are we?
Why, why, why?

Esta primera parte tiene una estructura similar a una sonata de introducción o fanfarria sinfónica. La pieza arranca con una métrica de 6/8, con los instrumentos de cuerda cambiando su dinámica en un constante crescendo orquestal, creando así una atmosfera lúgubre, llena de tensión y suspense. La canción se eleva a otro plano una vez entran la batería, el bajo y la voz de Bellamy en falsete. El estilo de canto en esta pieza sigue una línea melódica de legato, casi operística, sacrificando la dicción en favor de la carga emotiva del mensaje. La guitarra irrumpe un poco más adelante, con efectos de reverb y delay, dándole aun más dramatismo a la pieza. La batería fue inspirada por Massive Attack. En esta pieza predominan las tonalidades menores (Mi menor siendo el centro tonal, muy frecuente en la música de la banda), y el uso de las progresiones armónicas descendentes (cromatismo y modulación modal).

### Parte 2: Cross-Pollination
El segundo movimiento, «Cross-pollination», narra la fe y la esperanza de la humanidad depositada sobre los astronautas, sabiendo que ellos emprenden un viaje del que nunca podrán regresar.

Spread our codes to the stars
 You must rescue us all
Tell us, tell us your final wish
Now we know you can never return
Tell us, tell us your final wish
We will tell it to the world

Esta parte inicia con un pasaje de piano inspirado en el romanticismo que sigue una serie de cromatismos de octavas, y que resuelve con un ritmo de vals melancólico. La sección central, la única de las tres en incluir elementos del rock, incluye guitarra, bajo, batería y una interpretación vocal mucho más agresiva. La canción cierra cambiando de métrica y recuperando el piano contemplativo del inicio, el cual conectará con la tercera parte. Este es el movimiento más largo de la sinfonía.

### Parte 3: Redemption
El tercer movimiento, «Redemption», cierra la historia de forma amarga, con los astronautas dándose cuenta de que fracasaron en su misión, y pidiendo una segunda oportunidad para la humanidad en la Tierra, prometiendo que esta vez lo harán bien. 

Just let us start it over again
And we'll be good
This time we'll get it...
We'll get it right
It's our last chance
To forgive ourselves

En este movimiento, el piano cobra un papel protagonista, con una melodía y ritmo muy reminiscentes a Claro de Luna. Al piano se le suman los instrumentos de cuerda, y el tempo va creciendo poco a poco hasta la incorporación de la voz etérea de Bellamy, acompañada de los coros suaves de Wolstenholme, y del resto de instrumentos. El uso de modulaciones diatónicas suavizan la tensión acumulada en los movimientos anteriores, y la pieza termina del mismo modo en el que inició, con el piano melancólico apagándose poco a poco.
«Redemption» cierra la sinfonía de forma agridulce, con un sentimiento de pesar y de arrepentimiento, deseando poder volver atrás en el pasado.

## En vivo
Durante el tour de «The Resistance», «Overture» fue tocada prácticamente en todos los conciertos. «Redemption» fue tocada por primera vez en Japón en enero de 2013. Más adelante, la canción fue empleada para abrir los conciertos en estadios. La banda lanzaba un ovni a la audiencia mientras la canción sonaba y, cuando Bellamy comenzaba a cantar, aparecía un acróbata disfrazado de alienígena desde dentro del ovni. Esta fue la primera vez que Muse logró emplear ovnis en sus espectáculos, después de intentarlo durante varios años. La sinfonía nunca ha sido interpretada al completo, pues Bellamy se siente reacio a interpretar «Cross-pollination» debido a la dificultad del piano. 

## Recepción
«Exogenesis» fue aclamada por los críticos musicales desde su lanzamiento. NME la llamó el "highlight" del álbum, y la describió como "asombrosa" y "bombástica".

## Lista de canciones
Todas las canciones compuestas por Matthew Bellamy.
12" vinilo, Lado A
1. "Exogenesis: Symphony Part 1 (Overture)" – 4:18
2. "Exogenesis: Symphony Part 2 (Cross-Pollination)" – 3:56
3. "Exogenesis: Symphony Part 3 (Redemption)" – 4:37

12" vinilo, Lado B
1. "Uprising" (En vivo desde Teignmouth) – 5:37
2. "Resistance" (En vivo desde Lison) – 5:36